# Рустициан II (епископ Брешиа)
Рустициан II (лат. Rusticianus II; умер в начале VIII века) — епископ Брешиа в начале VIII века.

## Биография
В списках глав Брешианской епархии Рустициан II упоминается как преемник Гаудиоза II и предшественник Аполлинария. Он был епископом в городе Брешиа в самом начале VIII века. Хотя в трудах некоторых авторов приводятся и более точные даты (например, у П.-Б. Гамса это 702—730 годы), они не подтверждаются данными средневековых исторических источников. Никаких сведений о деятельности Рустициана II на епископской кафедре не сохранилось.